# Francolí de Djibouti
El francolí de Djibouti (Pternistis ochropectus) és una espècie d'ocell de la família dels fasiànids (Phasianidae) confinat als boscos de Juniperus procera de Foret du Day a Djibouti.